# Furcula mucronata
Furcula mucronata är en fjärilsart som beskrevs av Johann Wilhelm Meigen 1830. Furcula mucronata ingår i släktet Furcula och familjen tandspinnare. Inga underarter finns listade i Catalogue of Life.